# Qarluq
I Qarluq (in arabo قارلوق‎?, Qārlūq; cinese tradizionale: 葛邏祿; semplificato: 葛逻禄; pinyin: Géluólù) erano un'importante tribù turca che risiedeva nelle regioni di Kara-Irtysh (Irtysh Nero) e Tarbagatai, a ovest dei Monti Altai nell'Asia centrale. Strettamente imparentati agli uiguri, i Karluk hanno dato il proprio nome al gruppo delle lingue turche, che include anche l'uiguro e l'usbeco. La loro lingua è largamente conosciuta come lingua chagatai.